# Eddie Izzard: Sån är han
Eddie Izzard: Sån är han (engelska: Lust for Glorious) är en brittisk TV-film från 1997 i regi av Peter Richardson. Filmen är en parodi på så kallade "rockumentarys" och mockumentär där Eddie Izzard lanseras som glamorös komikerstjärna med rockstjärnestatus för den amerikanska marknaden.

## Handling
Komikern Eddie Izzard behöver en promo för att lanseras i USA, till sin hjälp har Izzard (ännu identifierad som han då filmen gjordes) ett team som inte bryr sig om att hålla sig till sanningen. De försöker helt enkelt sälja in Izzard som någon helt annan, som de tänker kommer göra succé, för allt med den verkliga Izzard är uppenbarligen helt fel. 

## Medverkande i urval
- Eddie Izzard - sig själv
- Mark Caven - T.J.
- Phil Kay - regissör för promon
- Mac McDonald - Al
- Deborah Sheridan-Taylor - Mel
- Rhona Mitra - fransk tjej 1
- Debbie Flett - fransk tjej 2
- James Bentley - argumenterande man
- Lee Blakemore - argumenterande kvinna
- Scott Marshall - kille som slåss
- David Haskell - bilägare
- Peter Young - servitör